# Język orocki
Język orocki – poważnie zagrożony wyginięciem (wg Ethnologue prawie wymarły) język z rodziny tunguskiej, z grupy północnej, używany głównie w chińskiej prowincji Heilongjiang. Brak pisma.

## Dialekty
- kumarczeński
- oroczeński
- selpeczeński
- birarczeński
- gankui – dialekt Mongolii Wewnętrznej